# اچ‌ام‌اس بنتلی (کی۴۶۵)
اچ‌ام‌اس بنتلی (کی۴۶۵) (به انگلیسی: HMS Bentley (K465)) یک کشتی بود که طول آن ۳۰۶ فوت (۹۳ متر) بود. این کشتی در سال ۱۹۴۳ ساخته شد.